# Нюрнберг II
«Нюрнберг II» (нем. 1. FC Nürnberg II) — немецкий футбольный клуб из Нюрнберга. Является фарм-клубом команды «Нюрнберг». До 2005 года выступал под названием «Нюрнберг Аматойре» (нем. 1. FC Nürnberg Amateure).

## История

### 1955—1963
Вторая команда Нюрнберга впервые завоевала путевку в Любительскую лигу «Северная Бавария» (III уровень в системе футбольных лиг Германии на тот момент) в 1955 году, когда заняла первое место в группе «Средняя Франкония-Юг» Второй любительской лиге, а затем второе в раунде на повышение. «Нюрнберг Любители» стали первым фарм-клубом, который достиг такого уровня, опередив «Баварию II» на год. В первый год своего пребывания в третьем дивизионе команда заняла шестое место из четырнадцати. В следующем году опустилась на тринадцатое место, на три очка оторвавшись от зоны вылета. После восьмого места сезоне 1957/58 клуб опустился на последнее в следующем сезоне и вернулся в четвертый дивизион. В нём продолжал выступление до реорганизации футбольных лиг и учреждения вместо Второй любительской лиги Ландеслиги «Бавария-Центр».

### 1955—1973
В первом сезоне существования Ландеслиги занял пятое место, а в следующем — первое и получил повышение в Любительскую лигу «Бавария», которая была реорганизована из двух групп в одну. В первый же год занял второе место, отстав от чемпионского «Аугсбурга» на два очка. Тем не менее, поскольку третий дивизион был высшей лигой, в которую допускались резервные команды, «Нюрнберг» в любом случае не смог бы получить повышение, даже если бы занял первое место.
Результаты постепенно ухудшались из года в год, вплоть до 1970 года занимал пятое, седьмое, десятое и тринадцатое места. В сезоне 1969/70 оторвался от зоны вылета всего на два очка. Несколько лет команда ещё боролась за выживание, но сезон 1972/73 закончила на последнем месте с 14-очковым отрывом от зоны спасения.

### 1973—1987
Вернувшись в Ландеслигу, «Нюрнберг» закрепился в верхней половине таблице, совершенствуя свои результаты год за годом. Однако в сезоне 1977/78 команда оказалась в кризисе, заняв 11-е место и оторвавшись от зоны вылета на одно очко. Несмотря на это, в следующем сезоне она выиграла чемпионат, набрав 61 очков из 68 возможных, и получила повышение в Любительскую Оберлигу «Бавария», в которую была переименована Любительская лига.
Как и пятнадцать лет назад, клуб вновь занял второе место в первый год после возвращения, на этот раз уступив «Ингольштадту». На этот раз спад наступил гораздо быстрее, и уже спустя два года команда вылетела. Сходу в очередной раз выиграла Ландеслигу и в 1984 году вернулась в третий дивизион. Следующий вылет произошёл через три года, когда команда заняла последнее место. 13-е место заняла первая команда соперника «Нюрнберга» по дерби.

### 1987—1998
На этот раз возвращение в Ландеслигу вышло более продолжительным. В сезоне 1990/91 клуб финишировал на вершине турнирной таблицы, набрав равное количество очков с «Фюрт» и проиграв в следующем матче за чемпионство. Как занявшая второе место, команда прошла в раунд на повышение, где проиграла «Гундельфингену», который занял второе место в группе «Бавария-Юг». В большинстве других сезонов до и после этого команда финишировала на шестом и седьмом местах. В 1996 году, когда первая команда клуба впервые в своей истории вылетела в третий дивизион, фарм-клуб был переименован в «Нюрнберг II», поскольку первая команда больше не играла в полностью профессиональной лиге и поэтому считалась любительской. В 1997 году «Нюрнберг» вернулся во Вторую Бундеслигу, а в 1998 году «Нюрнберг Любители» заняли второе место в группе и через раунд на повышение вернулись в Байернлигу (после реорганизации немецких футбольных лиг она стала четвёртым уровнем).

### 1998—2008
Команда вернулась более конкурентоспособной команда, чем одиннадцать лет назад, заняв седьмое место в первый год после повышения. В последующие годы закрепилась в верхней половине турнирной таблице. В 2001 году команда была всего в одной победе от завоевания чемпионства и повышения в классе, отстав на три очка от другого среднефранконского клуба «Ансбах 09». Ситуация повторилась в 2004 году, когда отрыв от дубля «Мюнхен 1860» составил всего одно очко. В 2006 году команда также заняла второе место, но на этот раз отстав от «Ингольштадта» на 11 очков.
В 2005 году в ходе переименования всех резервных команд клубов Первой и Второй Бундеслиг «Нюрнберг Любители» окончательно сменили своё название на «Нюрнберг II». Сезон 2007/08 закончил на третьем месте и вошёл в число шести команд Оберлиги, переведённых в Региональную лигу «Юг» ввиду очередной реорганизации футбольных лиг.

### С 2008
Начиная с 2008 года «Нюрнберг II» выступает в Региональной лиге. Занял второе место в сезоне 2009/10. В 2012 году был переведён в новосозданную Региональную лигу «Бавария». Высшим достижением клуба с тех пор является третье место, которое он занимал в сезонах 2015/16, 2019/20 и 2020/21.

## Статистика выступлений
Статистика выступлений клубам по сезонам с 1999 года:
| Сезон   | Дивизион                    | Уровень | Место |
| ------- | --------------------------- | ------- | ----- |
| 1999/00 | Байернлига                  | IV      | 5     |
| 2000/01 | Байернлига                  | IV      | 2     |
| 2001/02 | Байернлига                  | IV      | 3     |
| 2002/03 | Байернлига                  | IV      | 6     |
| 2003/04 | Байернлига                  | IV      | 2     |
| 2004/05 | Байернлига                  | IV      | 4     |
| 2005/06 | Байернлига                  | IV      | 2     |
| 2006/07 | Байернлига                  | IV      | 6     |
| 2007/08 | Байернлига                  | IV      | 3     |
| 2008/09 | Региональная лига «Юг»      | IV      | 5     |
| 2009/10 | Региональная лига «Юг»      | IV      | 2     |
| 2010/11 | Региональная лига «Юг»      | IV      | 11    |
| 2011/12 | Региональная лига «Юг»      | IV      | 10    |
| 2012/13 | Региональная лига «Бавария» | IV      | 4     |
| 2013/14 | Региональная лига «Бавария» | IV      | 8     |
| 2014/15 | Региональная лига «Бавария» | IV      | 8     |
| 2015/16 | Региональная лига «Бавария» | IV      | 3     |
| 2016/17 | Региональная лига «Бавария» | IV      | 6     |
| 2017/18 | Региональная лига «Бавария» | IV      | 5     |
| 2018/19 | Региональная лига «Бавария» | IV      | 5     |
| 2019/20 | Региональная лига «Бавария» | IV      | 3     |
| 2020/21 | Региональная лига «Бавария» | IV      | 3     |
| 2021/22 | Региональная лига «Бавария» | IV      | 11    |
| 2020/21 | Региональная лига «Бавария» | IV      | 11    |
| 2022/23 | Региональная лига «Бавария» | IV      | 4     |
| 2023/24 | Региональная лига «Бавария» | IV      | 3     |

## Достижения
- Региональная лига «Юг»
  - Второе место: 2009/10
- Байернлига
  - Второе место (4): 1965/66, 1980/81, 2000/01, 2003/04, 2005/06
- Ландеслига «Бавария-Центр»
  - Чемпионы (3): 1954/55, 1979/80, 1983/84
  - Второе место (2): 1990/91, 1997/98
- Второй любительская лига «Средняя Франкония-Юг»
  - Чемпионы: 1954/55
- Кубок Средней Франконии
  - Обладатели (3): 1995, 2001, 2006